# Anića Kuk
Anića Kuk är en bergstopp i Kroatien. Den ligger i den södra delen av landet, 170 km söder om huvudstaden Zagreb. Toppen på Anića Kuk är 712 meter över havet, eller 138 meter över den omgivande terrängen. Bredden vid basen är 0,65 km.
Terrängen runt Anića Kuk är kuperad åt sydväst, men åt nordost är den bergig. Havet är nära Anića Kuk åt sydväst. Runt Anića Kuk är det tätbefolkat, med 550 invånare per kvadratkilometer. Närmaste större samhälle är Pridraga, 16,9 km söder om Anića Kuk. Trakten runt Anića Kuk består i huvudsak av gräsmarker.